# Laica
La Laica S.p.A. è un'azienda italiana specializzata nella produzione di cioccolato, gianduiotti, torroni, uova di pasqua fondata ad Arona nel 1946.

## Storia
La storia dell'azienda inizia nel 1946, quando Lino Saini decide di aprire ad Arona uno stabilimento specializzato nella produzione di cioccolato. All'inizio chiamata Sant'Alberto (in onore del nonno), nel 1948 prenderà il nome di Laica (Lavorazione Italiana Cioccolato e Affini).